# 아사이야자
아사이야자(açaí椰子)는 종려과의 식물이다.
아사이는 브라질 북부 아마존 열대 우림지역 인근에 자라는 야자수 열매이다. 항산화 성분이 있어 암 예방과 당뇨에 좋으며 안토시아닌 성분이 함유되어 피부건강, 신장, 간에도 좋다. 브라질에서는 '생명의 열매'로 불린다.